# Acanthocercus branchi
Espèce
Acanthocercus branchi est une espèce de sauriens de la famille des Agamidae.

## Répartition
Cette espèce est endémique de Zambie.

## Description
Le mâle holotype mesure 292,5 mm de longueur totale dont 115,5 mm de longueur standard et 177,0 mm de queue.

## Étymologie
Cette espèce est nommée en l'honneur de William Roy Branch.

## Publication originale
- Wagner, Greenbaum & Bauer, 2012 : A new species of the Acanthocercus atricollis complex (Squamata: Agamidae) from Zambia. Salamandra, vol. 48, no 1, p. 21-30 (texte intégral).